# Tropasteron daviesae
Tropasteron daviesae är en spindelart som beskrevs av Baehr 2003. Tropasteron daviesae ingår i släktet Tropasteron och familjen Zodariidae.
Artens utbredningsområde är Queensland. Inga underarter finns listade i Catalogue of Life.